# Lac Tega
Le lac Tega (手賀沼, Tega-numa) est un lac du Japon, situé dans la préfecture de Chiba, au nord-est de Tokyo.

## Géographie

### Situation
Le lac Tega est entièrement situé dans le nord-ouest de la préfecture de Chiba, sur l'île principale de l'archipel japonais, Honshū. À vol d'oiseau, il se trouve à environ 21,5 km au nord de la baie de Tokyo, et 32 km au nord-est de l'agglomération de Tokyo.

### Topographie
Le lac Tega a une superficie totale de 6,5 km2 pour un périmètre de 38 km,. Sa profondeur moyenne est de 0,86 m et sa profondeur maximale de 3,8 m,. Il a la particularité d'être composé de deux étendues d'eau : le lac (principal) Tega et le lac Shimotega (1,5 km2), reliées par la rivière Tega, un cours d'eau du bassin versant du fleuve Tone,.

## Faune et flore

### Faune
Le lac Tega abrite de nombreuses variétés d'oiseaux en toute saison.